# 375176 Beziau
375176 Beziau este o planetă minoră (asteroid) din centura de asteroizi. A fost descoperită pe 28 februarie 2008 la Nogales de Jean-Claude Merlin⁠(d). 
Obiectul prezintă o orbită caracterizată de o semiaxă mare de 2,3045891141051 UAi, o excentricitate de 0,13, o înclinație de 7 ° în raport cu ecliptica.